# Champteussé-sur-Baconne
Champteussé-sur-Baconne era una comuna francesa situada en el departamento de Maine y Loira, de la región de Países del Loira, que el 1 de enero de 2016 pasó a ser una comuna delegada de la comuna nueva de Chenillé-Champteussé al fusionarse con la comuna de Chenillé-Changé.

## Demografía
| Gráfica de evolución demográfica de Champteussé-sur-Baconne entre 1800 y 2013 |
|                                                                               |

Los datos demográficos contemplados en este gráfico de la comuna de Champteussé-sur-Baconne se han cogido de 1800 a 1999 de la página francesa EHESS/Cassini, y los demás datos de la página del INSEE.